# Ivankivți, Znameanka
Ivankivți (în ucraineană Іванківці) este localitatea de reședință a comunei Ivankivți din raionul Znameanka, regiunea Kirovohrad, Ucraina.

## Demografie
Componența lingvistică a localității Ivankivți
     Ucraineană (97,56%)
     Rusă (1,81%)
     Alte limbi (0,36%)
Conform recensământului din 2001, majoritatea populației localității Ivankivți era vorbitoare de ucraineană (97,56%), existând în minoritate și vorbitori de rusă (1,81%).